# 零維空間
數學上，零維空間是按以下的不等價定義之一，維數為零的拓撲空間：
- 按覆蓋維數的概念，一個拓撲空間是零維空間，若空間的任何開覆蓋，都有一個加細，使得空間內每一點，都在這個加細的恰好一個開集內。
- 按小歸納維數的概念，一個拓撲空間是零維空間，若空間有一個由閉開集組成的基。

這兩個概念對可分可度量化空間為等價。（烏雷松定理指這類空間的這兩個維數相等。）

## 覆蓋維數零的空間的性質
一個零維豪斯多夫空間必定是完全不連通空間，但逆命題不成立。不過一個局部緊豪斯多夫空間是零維空間，當且僅當這空間是完全不連通的。
零維豪斯多夫空間正正是拓撲冪集{\displaystyle 2^{I}}的子空間，其中2={0,1}賦予了離散拓撲。若{\displaystyle I}是可數無限的，{\displaystyle 2^{I}}是康托爾空間。